# Minensuchboot 1916
Das Minensuchboot 1916 war eine Klasse von Minensuchbooten der Kaiserlichen Marine, welche im Ersten und Zweiten Weltkrieg durch verschiedene Marinen zum Einsatz kamen.

## Entwicklungsgeschichte und Bau
Siehe auch: Liste der Einheiten des Minensuchbootes 1916
Aufgrund der Erfahrungen in den Anfangsjahren des Ersten Weltkriegs, der eine Intensivierung des Minenkrieges mit sich gebracht hatte, ließ die deutsche Marineleitung einen Schiffstyp entwickeln, der speziell für die Minenabwehr geeignet war. Ein Kriterium dabei war eine kurze Bauzeit sowie die Hinzuziehung kleinerer, bisher im Kriegsschiffbau nicht beteiligter Werften.
Der als Minensuchboot 1916 bezeichnete Entwurf war der dritte Amtsentwurf der Kaiserlichen Marine nach denen von 1914 und 1915, von welchen 56 Boote gebaut wurden. Es wurden in der Zeit von 1916 bis 1919, 119 Boote geordert, welche wie üblich bei Einheiten dieser Größe mit Nummern (M 57 bis M 176) statt Namen versehen.
Die Bauaufträge für sechzehn der letzten achtzehn Boote (M 159 – M 160 und M 162 – M 175) wurde bei Kriegsende storniert. Dreizehn weitere Boote (M 123, M 124, M 127, M 128, M 141, M 142, M 143, M 148, M 149, M 153, M 154, M 155 und M 156) waren bei Kriegsende noch im Bau und wurden unvollendet abgebrochen; sechs ebenfalls noch unfertige Boote (M 131, M 147, M 151, M 152, M 158 und M 161) wurden als Rohbauten teilweise ins Ausland verkauft und für andere Zwecke fertiggebaut. Somit wurden insgesamt 84 Boote dieses Typs als Minensuchboote fertiggestellt.
Des Weiteren war geplant, sieben Boote für die Verwendung als U-Boot-Begleitschiffe zu bauen, welche die Bezeichnung UT 1 bis UT 7 tragen sollten. Von diesen wurden die ersten drei am 25. August 1918 auf der Triester Austria Werft und die anderen vier auf der Werft Lange & Böcker in Reval in Auftrag gegeben. Keines der Boote wurde fertiggestellt.

## Verwendung
Die Boote dieses Typs wurden außer zur Minenräumung auch im Geleitdienst und zur U-Jagd eingesetzt.
Im Bestand der Kriegsmarine befanden sich 1939 noch 36 dieser Boote: M 57, M 60 (Hecht, Hille), M 61, M 66 (Störtebeker), M 72, M 75, M 81 (Nautilus, Versuchsboot), M 82 (Jagd), M 84, M 85, M 89, M 98, M 102, M 104, M 107 (Von der Groeben), M 108 (Delphin), M 109 (Johann Wittenborg, Sundevall), M 110, M 111, M 113 (Acheron), M 115 (Arkona), M 117, M 122, M 125, M 126 (Alders), M 129 (Otto Braun), M 130 (Fuchs), M 132, M 133 (Wacht, Raule), M 134 (Frauenlob, Jungingen), M 135 (Hela, Gazelle), M 136 (Havel), M 138 (Zieten, Nettelbeck), M 145, M 146 (Taku, Von der Lippe) und M 157. Ein erheblicher Teil von ihnen war zu verschiedenen Sonderzwecken umgebaut worden und viele hatten inzwischen auch andere Namen erhalten.
M 77 war 1922 zum Rheinschlepper, 1929 zur Hamburger Hafenfähre und 1935 zum Flugzeugbergeschiff umgebaut worden und diente von 1941 bis 1943 als Hilfs-Flugsicherungsschiff der Luftwaffe.
Im Jahre 1927 erwarb die litauische Marine M 59 und stellte es als Prezidentas Smetona in Dienst. Von dort gelangte es 1940 bei der Besetzung Litauens durch die Sowjetunion in die Hände der sowjetischen Marine, bevor es 1945 von einem deutschen U-Boot oder durch Minentreffer versenkt wurde. Ein ähnliches Schicksal teilte M 68, das nach mehrfachem Flaggwechsel (u. a. als Virsaitis bei der lettischen Marine) 1941 von einer Mine versenkt wurde.